# Олейте (Колорадо)
Олейте (англ. Olathe) — місто (англ. town) в США, в окрузі Монтроуз штату Колорадо. Населення — 2019 осіб (2020).

## Географія
Олейте розташований за координатами 38°36′30″ пн. ш. 107°58′58″ зх. д. / 38.60833° пн. ш. 107.98278° зх. д. (38.608319, -107.982841).  За даними Бюро перепису населення США в 2010 році місто мало площу 3,76 км², уся площа — суходіл.

## Демографія
Згідно з переписом 2010 року, у місті мешкало 1849 осіб у 589 домогосподарствах у складі 423 родин. Густота населення становила 492 особи/км².  Було 634 помешкання (169/км²).
Расовий склад населення:
| - 64,4 % — білих - 1,2 % — корінних американців - 0,4 % — чорних або афроамериканців - 0,3 % — азіатів - 0,1 % — вихідців з тихоокеанських островів - 30,1 % — осіб інших рас |

До двох чи більше рас належало 3,6 %. Частка іспаномовних становила 50,0 % від усіх жителів.
За віковим діапазоном населення розподілялося таким чином: 32,1 % — особи молодші 18 років, 55,6 % — особи у віці 18—64 років, 12,3 % — особи у віці 65 років та старші. Медіана віку мешканця становила 31,7 року. На 100 осіб жіночої статі у місті припадало 93,4 чоловіків;  на 100 жінок у віці від 18 років та старших — 92,8 чоловіків також старших 18 років.
Середній дохід на одне домашнє господарство  становив 41 424 долари США (медіана — 36 569), а середній дохід на одну сім'ю — 47 069 доларів (медіана — 41 314). Медіана доходів становила 30 455 доларів для чоловіків та 25 893 долари для жінок. За межею бідності перебувало 30,0 % осіб, у тому числі 40,2 % дітей у віці до 18 років та 15,2 % осіб у віці 65 років та старших.
Цивільне працевлаштоване населення становило 759 осіб. Основні галузі зайнятості: виробництво — 28,2 %, будівництво — 17,3 %, мистецтво, розваги та відпочинок — 10,5 %, освіта, охорона здоров'я та соціальна допомога — 10,4 %.